# Newé Ur
Newé Ur (hebreiska: נוה אור) är en ort i Israel.   Den ligger i distriktet Norra distriktet, i den nordöstra delen av landet. Antalet invånare är 350.
Terrängen runt Newé Ur är huvudsakligen kuperad, men söderut är den platt. Runt Newé Ur är det tätbefolkat, med 442 invånare per kvadratkilometer. Närmaste större samhälle är Bet She'an, 11,5 km sydväst om Newé Ur. Trakten runt Newé Ur består till största delen av jordbruksmark.